# Ок, бумер
Ок, Бумер — мовне кліше, інтернет-мем та форма дискримінації за віком, яка набрала популярності серед молодших когорт населення у 2019 році й використовувалась для зневажань і глузувань над способом мислення, який стереотипно відносять до покоління бебі-бумерів.

## Походження
Фраза Ок, Бумер стала популярною після реакції на відео невідомого старшого чоловіка у якому він заявив, що:

| міленіали і покоління Z мають синдром Пітера Пена. Вони ніколи не хочуть дорослішати; вони думають, що утопічні ідеали, які вони мали в молодості, якимось чином перейдуть у доросле життяОригінальний текст (англ.) millennials and Generation Z have the Peter Pan syndrome, they don't ever want to grow up; they think that the Utopian ideals that they have in their youth are somehow going to translate into adulthood[2] |
Використання фрази можна прослідкувати до 2015 на 4chan, але набрало популярності з січня 2019 року.

## Використання
Фраза Ок, Бумер — це пейоратив, що використовується для зневажань і глузувань над вузьколобим, застарілим, осудливим чи поблажливим способом мислення людей старшого віку, особливо бебі-бумерів. Вона застосовується як відповідь-заперечення на опір технологічним змінам, кліматичний скептицизм, маргіналізацію меншин або протистояння ідеалам молодого покоління.
У липні 2019 року 20-річний студент Джонатан Вільямс написав пісню Ок, Бумер, а пізніше поширив її у Твіттері. Вона містить цитати, у відповідь на які Джонатан неодноразово кричить вищезазначену фразу «Ок, Бумер». Тоді 19-річний Пітер Кулі опублікував ремікс на пісню на SoundCloud, який став розповсюджуватися у TikTok, фактично, слугуючи гі́мном тренду. Станом на початок листопада 2019 року відео з тегом #OkBoomer на TikTok переглядали понад 44,6 мільйона разів.
На початку листопада 2019 року депутат парламенту Нової Зеландії Хлоя Сворбрік, виступаючи з промовою на підтримку законопроєкту про зміну клімату, негайно відповіла «Ок, Бумер» після того, як старший член парламенту перебив її, висловивши недовіру до її твердження, що середній вік парламенту склав 49 років.

## Сприйняття
Реакції на фразу були доволі неоднозначними: від «ненависть виправдана» до «бебі-бумерів не варто звинувачувати». Багато хто вважає фразу ейджистською.
Баскар Сункара у статті в The Guardian розкритикував мем, написавши, що членам покоління бебі-бумерів замість цього «потрібна солідарність», оскільки багато «старших робітників і пенсіонерів борються за виживання», оскільки «половина американців, які наближаються до 65 років, мають менше ніж 25 000 доларів заощаджень».

## Комерціалізація
Декілька заявок на торговельні знаки було подано як жартівлива реакція на ситуацію, зокрема одна від Fox Media з наміром запустити «телевізійне шоу, що міститиме реальність, гумор та ігрові елементи».